# 徐浩昌
徐浩昌（英語：Eric Tsui，1991年12月20日—），綽號肥腸，香港男演員，2014年憑演出Tempo紙巾廣告做「宅男」角色而成名，亦參與電影及電視劇。2019年加盟杜琪峯導演旗下之經理人公司，同時為銀河海潤演藝有限公司旗下藝人。

## 演出

### 電視劇（ViuTV）
- 2019年：《退休女皇》 飾 華騰
- 2020年：《黑市》 飾 八戒
- 2020年：《地產仔》 飾 徐明威（肥龜）
- 2022年：《IT狗》 飾 銀行IT部同事
- 2022年：《繩角》 飾 貴利雄
- 2023年：《大誠實家》 飾 囚犯
- 2023年：《法與情》 飾 方仕文
- 2024年：《飛黃騰達》 飾 徐迪暉（Freddy）
- 2024年：《出租大叔》 飾 警察（第14集）
- 2025年：《弊傢伙！我要去祓魔》 飾 校工文
- 2025年：《三命》 飾 林貫勤（青年）

### 電視劇（香港電台）
- 2022年：《競爭之合謀有罪》

### 網絡劇
- 2019年：《向西聞記》 飾 莫直（IT狗、阿直）

### 電視節目（ViuTV）
- 2016年：《We I U》飾 現實版Terrance
- 2016年：《巨門陣》（參賽者）
- 2016年：《脫獨工程》（參加者）
- 2017年：《歌度有…》第8集
- 2020年：《Show肌》飾「Agent Muscle」
- 2020年：《膠戰》（主持）
- 2021年：《膠戰新春SP》（主持）
- 2021年：《膠戰S2》（主持）
- 2021年：《神的女主角》第10集及第11集（嘉賓）
- 2022年：《肥美人》第1集至第3集（評審）
- 2022年：《膠戰SSP》（主持）
- 2023年：《初戀Action!》第11集至第15集（嘉賓）
- 2023年：《膠戰S3》（主持）

### 電視節目（HOY TV）
- 2023年：《東呃西騙》第6集及第8集  飾 苦主
- 2024年：《尋找喵喵的故事》

### 電影
- 2011年：《蜜桃成熟時33D》（首次參演三級片）
- 2015年：《12金鴨》
- 2016年：《賭城風雲III》 飾 Vincent兄弟
- 2016年：《失戀日》
- 2016年：《導火新聞線》
- 2016年：《三人行》 飾 軍裝警員
- 2017年：《鬼網—冤有頭》 飾 肥星
- 2017年：《西謊極落之太爆太子太空艙》
- 2018年：《棟篤特工》
- 2018年：《女皇撞到正》 飾 酒店Bellboy
- 2018年：《三個綁匪七條心》
- 2018年：《非同凡響》飾 珈豪男友人
- 2018年：《曾經擁有》 飾 肥腸
- 2019年：《家和萬事驚》
- 2019年：《極品閨蜜》 飾 宅男
- 2020年：《Baby復仇記》
- 2020年：《冥通銀行特約：翻生爭霸戰》 飾 巴士乘客
- 2021年：《七人樂隊》
- 2022年：《一樣的天空》
- 2022年：《猛鬼3寶》
- 2023年：《毒舌大狀》飾 Marco哥
- 2023年：《夜校》
- 2023年：《金手指》
- 2024年：《不是你不愛你》
- 2025年：《曾經擁有》
- 2025年：《麻雀女王追男仔》
- 2025年：《空心人》

## 音樂

### 2022年
- ViuTV節目膠戰S2主題曲《膠on!》（與呂爵安、岑珈其、魏浚笙、黃正宜、劉沛蘅合唱，以6膠名義推出）
- 港鐵公司《東鐵過海真的很興奮》（與鄭　融、李司棋、雞　丁、楊偲泳、謝影雪、羅哲琛合唱）

## 獎項及提名

### 2022年
- Yahoo!搜尋人氣大獎 2022 - 人氣電視節目主題曲《膠on!》（《膠戰》；與呂爵安、岑珈其、魏浚笙、黃正宜、劉沛蘅）